# Peganum harmala

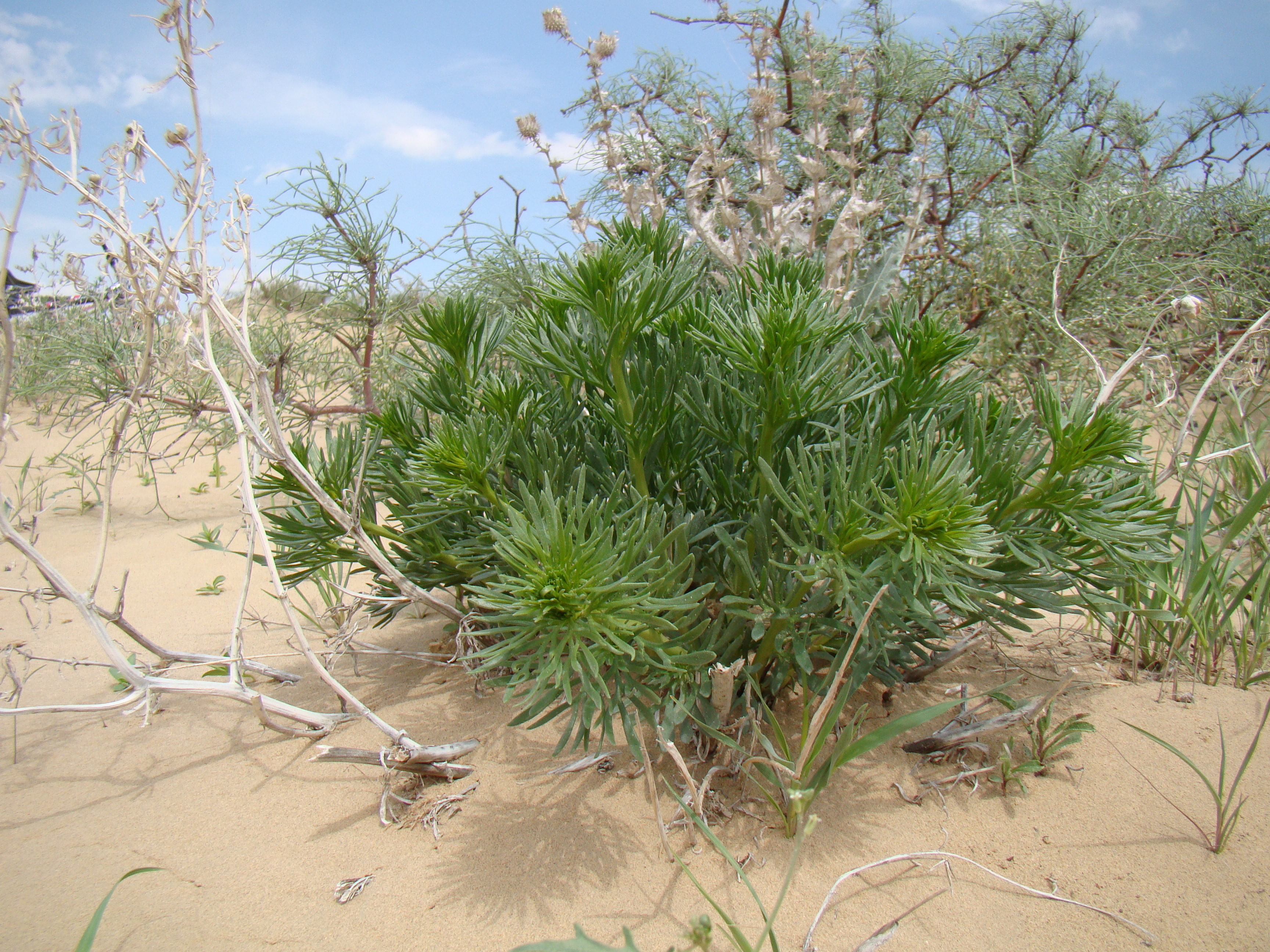
Vista de la planta

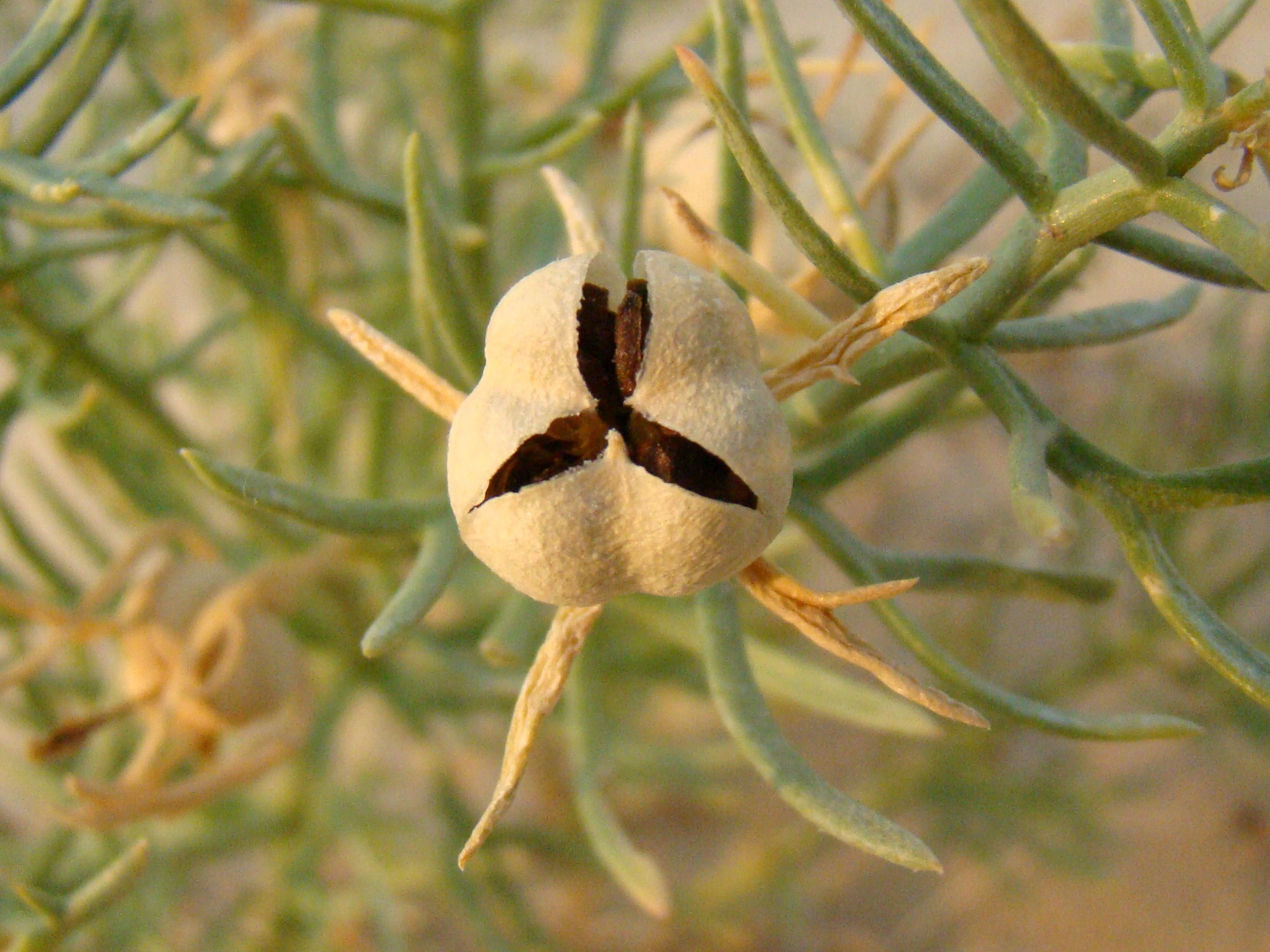
Fruto

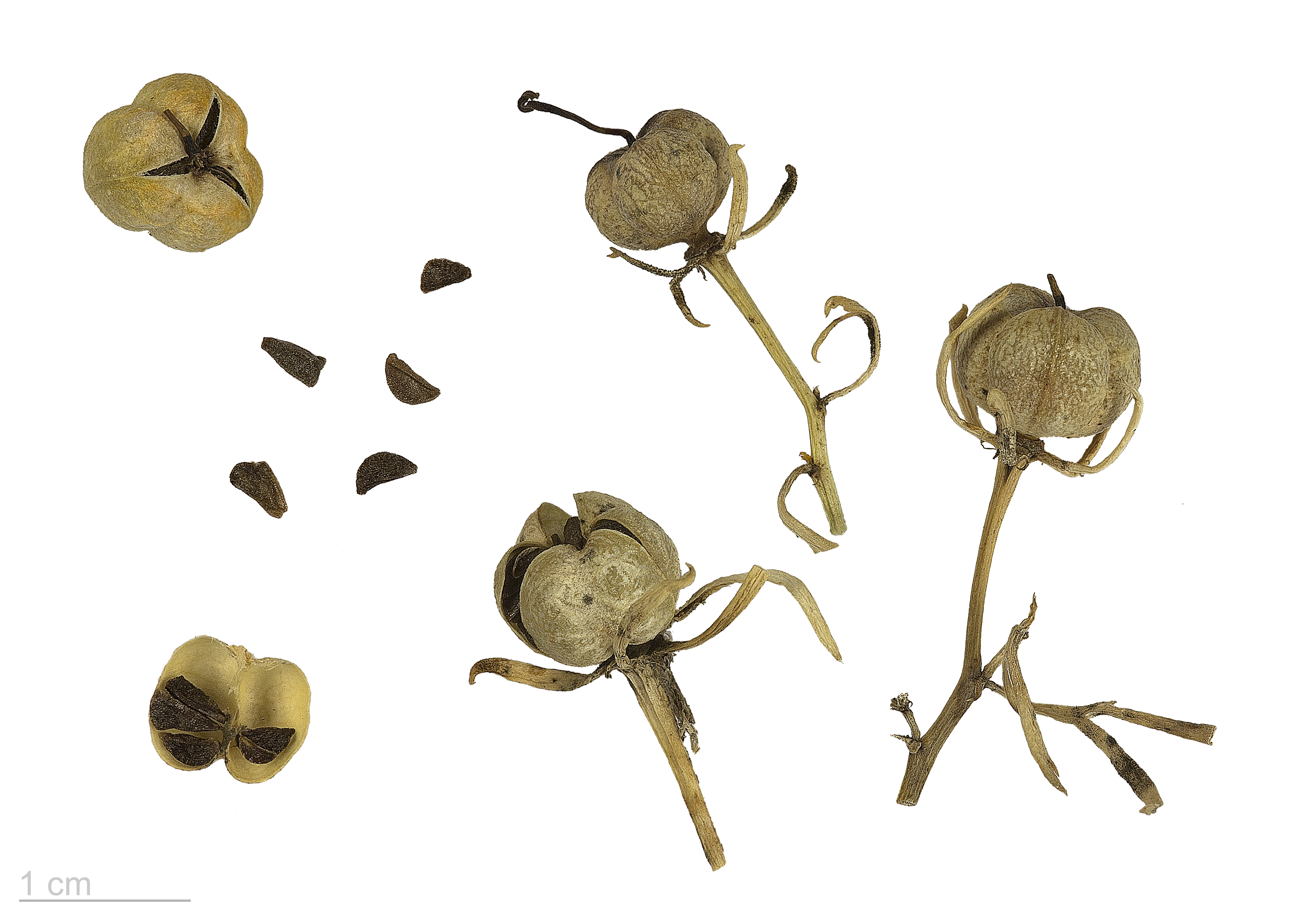
Peganum harmala - MHNT

Peganum harmala, llamada comúnmente alharma o harmal, es una planta de la familia Nitrariaceae autóctona en las regiones comprendidas entre el este del Mediterráneo e India. También es conocida como ruda siria. 

## Descripción
Es una herbácea perenne de hasta 80 cm de altura con tallos glabros. Las hojas de hasta 50 mm, algo carnosas, 2-3 palmatisectas, con lóbulos linear-lanceolados, desiguales, mucronados, glabros o puberulento-glandulosos. Estípulas muy pequeñas, setáceas. Las flores terminales, pediceladas. Sépalos de 5-16 mm, lineares, desiguales, glabros o con márgenes puberulenro-glandulosos, a menudo pinnaúfidos. Pétalos de 10-16 mm, glabros, amarillentos. Frutos de (3-) 5-8 x(4-) 6-9 mm, globosos, algo comprimidos, triloculares, con estilo recto y persistente. Florece de mayo a junio.

## Distribución y hábitat
Se la encuentra en estepas y suelos arenosos. Se distribuye por las regiones Mediterránea, Asia Central, el norte de África y el Cercano Oriente.

## Taxonomía
P. harmala fue descrita por Carlos Linneo y publicado en Species Plantarum 1: 444–445, en el año 1753.
Citología
Número de cromosomas de P. harmala (Fam. Nitrariaceae) y táxones infraespecíficos: 2n=24.
Sinonimia
- Harmala multifida All.
- Harmala peganum Crantz
- Harmala syriaca Bubani
- Peganon harmalum (L.) St.-Lag.[4]

## Importancia económica y cultural

### Usos tradicionales

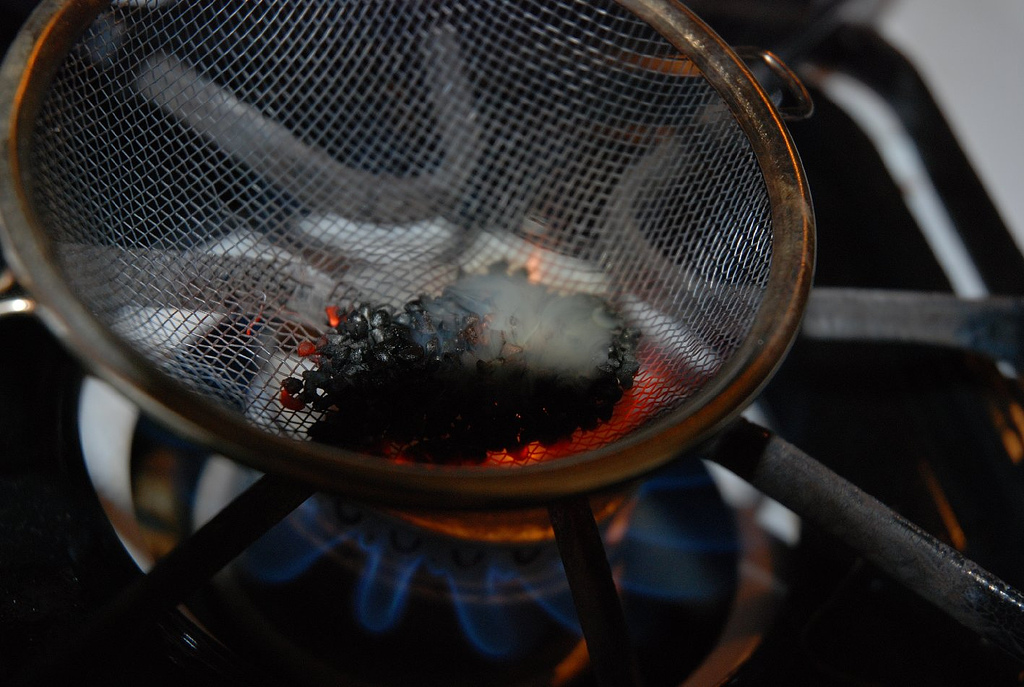
Peganum harmala que se quema sobre una llama de gas y se utiliza como incienso.

Las semillas y otras partes de la planta son utilizadas en la medicina tradicional del norte de África, España, Italia, India y el Cercano Oriente para tratar la enfermedad de Parkinson, algunas condiciones psiquiátricas, el nerviosismo y aliviar el dolor agudo.
La ruda siria se usa en Turquía e Irán como protección talismánica contra el mal de ojo. En Irán es costumbre muy extendida y frecuente quemar las semillas secas, en ocasiones combinadas con otros ingredientes, a modo de incienso. La práctica data de tiempos preislámicos.
Las partes usadas de la planta son las semillas, los frutos, la corteza y las raíces.
Las semillas se usan como remedio medicinal, en forma de tinturas. Uno de sus usos tradicionales es el afrodisiaco.
Se han identificado restos de Peganum harmala y Nimphaea nouchali var. caerulea en un jarrón ritual egipcio Bes, del siglo II a. C.

### Principios activos
Los principios activos contenidos en las semillas de P. harmala son alcaloides del grupo de las beta-carbolinas: harmina, harmalina, harmalol, harmano y tetrahidroharmina, entre otros, que pueden alcanzar el 4 % del peso de las semillas. 
Los principales alcaloides en la planta son la harmalina —identificada por primera vez en las cáscaras de las semillas por Göbel en 1837 y reportada en 1841— y la harmina identificada por primera vez en las cáscara de las semillas por Fritzsche en 1848.
Algunas de las propiedades farmacológicas de la planta se deben a su actividad inhibidora sobre la enzima monoamino oxidasa (MAO).

### Usos médicos
En el laboratorio, la harmina ha conseguido, según un estudio liderado por investigadores del Hospital Monte Sinaí en Nueva York, actuar sobre las células beta del páncreas lo cual podría tener implicaciones en el tratamiento de la diabetes.

## Nombres comunes
- Castellano: alargama, alárgama, alfarma, alfármega, alhamega, alhargama, alharma, alhármaga, alharmega, alhármega, alharmel, alhármel, aljamega, arjamega, armalá, catarrecino, catarrocín, catarrofic, catarrofin, catarrucín, crujía, cuentas de burro, estacarracin, estacarracín, gamarsa, gamarza, harmaga, hármaga, harmaga blanca, harmaga real, harmala, hármala, harmel, hediondo, hierba de las heridas, jamega, matacán, matarocín, matarrocín, matarrufín, meaperros, ruda borda, ruda-harmala, ruda hármala, ruda-harmel, ruda salvaje, ruda silvestre, tacarrecín, venenera.[9]